# الهدا
الهدا أو الهدة هو مركز سياحي يقع غرب محافظة الطائف بمنطقة مكة المكرمة، ويرتفع عن سطح البحر حوالي 2000 م. وتبعد عن الطائف حوالي 20 كم، وهي منطقة جبلية تكسوها الخضرة على جبالها الشامخة، يربطها خط سريع مزدوج يؤدي إلى مكة المكرمة بطول 87 كيلو عبر جبل طريق كرا، وتشتهر بجاذبيتها السياحية شتاءً لجمال جوها وعطر رذاذها المتساقط على جيدها بحبات لؤلؤ البرد، ويوجد بمنطقة الهدا أكثر من 37 شاليهاً ومنتجعاً سياحياً وعدد من الملاهي والملاعب الكهربائية والجلسات العائلية والشبابية. ويقصدها كثير من الزائرين والمصطافين من داخل المملكة. وعرف تاريخيا باسم الهدة وذكر الزمخشري الهَدة من بلاد الطائف 

## السياحة
تمتاز منطقة الهدا بخصائصها السياحية المميزة لكونها تقع على الحافة الغربية لمرتفعات جبال الحجاز، وتطل بصورة مباشرة على سهول إقليم تهامة بارتفاع يزيد عن 2000 متر فوق سطح البحر، وهي بذلك تتمتع بمناخ معتدل وطبيعة جبلية مميزة، مما أدى إلى جذب الاهتمام نحو التنمية السياحية بالمنطقة بإقامة المنتجعات السياحية والفنادق والشقق المفروشة (الإيواء السياحي) قد أدى إلى تطورها ونموها كمنتجع سياحي، حيث تتمتع المنطقة بجمال طبيعي كبير مميز وهواء معتدل خلال فصل الصيف. ومن منتجات الهدا الزراعية، زراعة الفواكه بأنواعها مع الخضروات والبقول كما تشتهر بصناعة الورد.

## ذكره تاريخيا
ذكرت منطقة الهدا عدة مرات تاريخيا باسم الهدا والهدة وهدة زليفة منها :
ابن قرقول عن أبو حاتم قال «قال أبو حاتم: يقال لموضع بين مكة والطائف: الهدةُ، وينسب إليها هَدَوِيٌّ».
ذكر ياقوت الحموي الهدا في كتابه فقال 
| الهدا | الهدة - الهدا - بفتح الهاء وتخفيف الدال الهدة بين الطائف ومكة يقال هدة زليفة يُحمل الى مكة منها الفواكه | الهدا |

وزليفة المذكورة في النص هم قبيلة زليفة من هذيل.
وذكر في الرحلة اليمانية للشريف حسين «ومن شمال الطائف الى اخر جبل في السراة واد يقال له الهدا يرتفع عن سطح البحر بألفين ومائتين وخمسين متر ويقطن بهذا الوادي قبيلة قريش وبعض قبيلة هذيل». وسكان منطقة الهدا اليوم هم هذيل وقريش وثقيف.

## المناخ
يعتبر مناخ الهدا معتدلا صيفاً حيث تصل درجة الحرارة العظمى 32 والمتوسط اليومي 25 ودرجة الحرارة الصغرى 21 وفي الشتاء فهوا بارد تصل درجة الحرارة العظمى 20 والصغرى 7 ، وتكثر الأمطار في فصلي الربيع والشتاء، كما يكثر الضباب في فصل الشتاء.